# Harald Bohr
Harald August Bohr (Kopenhagen, 22 april 1887 – aldaar, 22 januari 1951) was een Deens wiskundige. Hij was de jongere broer van Nobelprijswinnaar Niels Bohr en was hoogleraar aan de universiteit van Kopenhagen. Zijn internationale vermaardheid dankte hij aan zijn werk aan Dirichletreeksen en een studie naar de Riemann-zèta-functie, tegenwoordig bekend onder de naam Bohr-Landau theorema.
Bij het grote publiek was Bohr, speler van Akademisk BK, vooral bekend als voetballer van het Deense team dat in 1908 bij de Olympische Spelen in Londen tweede werd. De Denen verloren in de finale met 2-0 van Groot-Brittannië door treffers van Frederick Chapman en Vivian Woodward. Zijn populariteit als voetballer was zo groot dat er wordt vemeld dat toen hij zijn proefschrift verdedigde het publiek meer voetbalfans dan wiskundigen telde.
Hij was de oom van Nobelprijswinnaar Aage Bohr.
Bohr werkte in de wiskundige analyse, richtte het gebied op van de bijna periodieke functies en werkte samen met G. H. Hardy.
| Logo van de Olympische Spelen | Goud | Zilver | Brons | Logo van de Olympische Spelen |
|                               | 0    | 1      | 0     |                               |

- Bibsys: 90350845
- Bibliothèque nationale de France: cb123886215 (data)
- CiNii: DA08914688
- Gemeinsame Normdatei: 118910132
- International Standard Name Identifier: 0000 0001 0907 432X
- Library of Congress Control Number: n86864645
- Nationale Bibliotheek van Letland: 000156330
- Mathematics Genealogy Project: 44557
- Nationale Bibliotheek van Tsjechië: mub20201091012
- Nationale Bibliotheek van Israël: 987007258960705171
- Nationale Bibliotheek van Polen: a0000001912460
- Nederlandse Thesaurus van Auteursnamen: 097715042
- Réseau des bibliothèques de Suisse occidentale: 02-A003019470
- LIBRIS: 234657
- SNAC: w6xs9qhz
- Système universitaire de documentation: 03296353X
- Virtual International Authority File: 61630374
- WorldCat: E39PBJhhwCqFG3vqKRBPHMg3Qq